# Giuseppe Boldù
Giuseppe Boldù (Venezia, 13 maggio 1793 – Venezia, 25 dicembre 1837) è stato un politico italiano, podestà di Venezia dal 1834 al 1837.

## Biografia
Giuseppe Boldù nacque nel 1793 nella contrada di San Felice a Venezia, figlio del nobile Francesco Boldù, che faceva parte del Consiglio dei Dieci, e di sua moglie Anna dei conti Giovanelli. Paolo, proavo di Giuseppe, fu Provveditore dell'armata a Corfù, Provveditore generale in Dalmazia e Albania, oltre che Podestà e Capitano di Padova.
Il padre morì quando Giuseppe aveva sette anni. Per questo, venne dato in custodia ai tutori Giacomo Zustinian Recanati e a Giuseppe Priuli, suo cugino. Successivamente venne affidato alle cure della Congregazione Somasca, nel Seminario e Collegio Patriarcale nell'abbazia di San Cipriano di Murano dove fu formato. Tra i suoi tutori vanno ricordati Giannantonio Moschini, don Luigi Maria Buchetti e don Antonio Cicuto.
Poco dopo i 25 anni iniziò a far parte dei deputati della Congregazione di carità. Fece il direttore onorario nella casa di ricovero presso la basilica dei Santi Giovanni e Paolo fino ai 40 anni. Fu ricordato per le doti amministrative e di benefattore.
Il consiglio comunale lo propose tra i tre candidati e lui fu scelto dall'imperatore  Francesco per diventare Podestà di Venezia (24 ottobre 1834).
Durante il difficile periodo economico, riuscì a mettere a disposizione le finanze delle associazioni di beneficenza, in particolare degli orfanotrofi, per sgravare la tesoreria della città.
Fece varie opere urbanistiche, come la sistemazione di strade, ponti e canali.
Va ricordato che fece unire le isolette di San Michele e San Cristoforo per allargare il cimitero comunale.
Fece restaurare il percorso lungo le Zattere, costruendo un elegante ponte.
Il 9 ottobre del 1835 scoppiò un'epidemia di colera. In pochi giorni venne emesso un provvedimento sanitario per fronteggiare l'emergenza, istituendo punti di ricovero, razioni di vitto e soccorsi, farmaci. Grazie anche a queste misure, il 31 ottobre del 1836 finì l'epidemia.
Il 10 maggio 1836 fu eletto membro onorario dell'Accademia di belle arti. Il 14 giugno 1836 divenne membro onorario dell'Ateneo Veneto.
Il 12 dicembre 1836 il teatro La Fenice andò a fuoco e una parte di esso crollò per l'incendio, ma fu ricostruito nel giro di un anno, finanziato per metà dalle compagnie assicuratrici. Giuseppe Boldù è stato per molte stagioni Presidente del teatro. 
In seguito al lento decorso di un osteosarcoma, il 25 Dicembre 1837 morì lasciando parte dell'eredità agli orfani a lui cari.